# رن وستمبي: ستمبي انڤنشن
رن وستمبي: ستمبي انڤنشن (بالإنجليزية: Ren & Stimpy: Stimpy's Invention)‏ هي لعبة فيديو من نوع منصات ومغامرات، أصدرت لعبة في سنة 1993 على الجهاز سيجا ميجا درايف، تطوير لعبة من قبل بلوسكاي سوفتوير ونشرتها سيجا، لعبة مقتبسة من رسوم متحركة رن وستمبي من إنتاج نكلوديون.

## طريقة لعب
كلعبة منصة تستطيع لعب بلاعب واحد أو لاعبين، شخصيات لعبة هما رن (بالإنجليزية: Ren)‏ وهو كلب تشيواوا وستمبي (بالإنجليزية: Stimpy)‏ وهو قط، كما يمكنك تغير شخصية في أي وقت أثناء اللعب. 

## وصلات خارجية
- Ren & Stimpy: Stimpy's Invention على موبي غيمز
- Ren & Stimpy: Stimpy's Invention at Giant Bomb